# Baronia de Terrateig
35° 54′ 0″ N, 0° 19′ 25″ O / 35.90000°N,0.32361°O
La Baronia de Terrateig és un títol nobiliari valencià creat l'any 1353 per Pere IV a favor de Guillem de Bellvís. La seva denominació fa referència a Terrateig, un municipi del País Valencià. Cap a finals del segle xviii el títol es va unir al de la baronia de Càrcer.

## Barons de Terrateig
|                     | Titular                                          | Període             |
| Creació per Pere IV | Creació per Pere IV                              | Creació per Pere IV |
| ------------------- | ------------------------------------------------ | ------------------- |
| I                   | Guillem de Bellvís                               |                     |
| ...                 | ...                                              | ...                 |
| XVI                 | José María Cucaló de Montull Gozalbo             | ? - 1851            |
| XVII                | Joaquín Manuel Cucaló de Montull Ruiz de Alarcón | 1851 - ?            |
| XVIII               | Josefa Cucaló de Montull Cubells                 | ? - 1951            |
| XIX                 | Jesús Manglano y Cucaló de Montull               | 1951-1979           |
| XX                  | Fernando Manglano y de Lastra                    | 1979-actual titular |